# Vacuum (musikgrupp)
För andra betydelser, se Vacuum.
Vacuum, svensk Stockholmsbaserad låtskrivar- och producentduo bestående av Mattias Lindblom och Anders Wollbeck. De har skrivit material till bland andra Monrose, Tarja Turunen, Garou, Cinema Bizarre och Rachel Stevens. Gruppen spelade symfonipop, och nådde framgångar i länder som Italien och Ryssland.
Bandet Vacuum slog igenom 1996 med hitlåten I Breathe, i en uppsättning även bestående av Alexander Bard och Marina Schiptjenko. Senaste albumet släpptes 2004 och heter Your Whole Life Is Leading Up To This. 2006 släppte de singeln Six Billion Voices och 2007 singeln Walk On The Sun.
I april 2008 släppte bandet låtarna Know By Now och My Friend Misery (en duett med Marcella Detroit från Shakespear's Sister) på deras officiella myspace-sida. Detta är första släppet från ett samarbete med pianisten Michael Zlanabitnig. 
4 juni 2011 släppte Vacuum singeln Black Angels.[källa behövs]

## Diskografi

### Album
- Your Whole Life Is Leading up to This (2004)
- Culture of Night (2000, 2002)
- Seance at the Chaebol (1998)
- The Plutonium Cathedral (1997)

### Singlar
- "I Loved You" (2012)
- "Black Angels" (2011)
- "Know By Now/My Friend Misery" (2008)
- "Walk On The Sun" (2007)
- "Six Billion Voices" (2006)
- "The Void" (2005)
- "They Do It" (2004)
- "Fools Like Me" (2004)
- "Starting (Where the Story Ended)" (2002)
- "Icaros" (1999)
- "Let the Mountain Come to Me" (1998)
- "Tonnes of Attraction" (1998)
- "Pride in My Religion" (1997)
- "Science Of The Sacred" (1997)
- "I Breathe" (1996)